# Seleukos IV. Filopatór

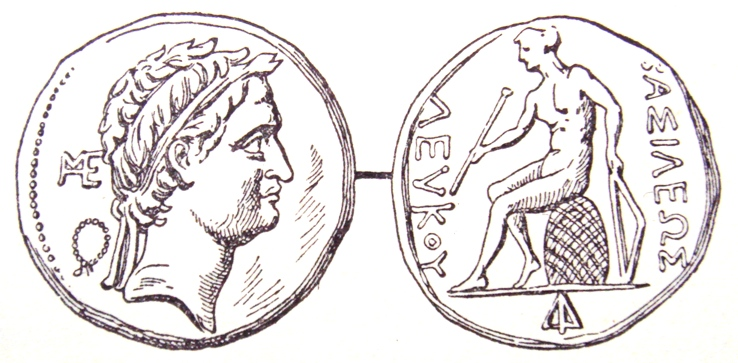
Mince Seleuka IV.

Seleukos IV. Filopatór (řecky Σέλευκος Φιλοπάτωρ, významem Milující otce; zemřel 175 př. n. l.) byl král Seleukovské říše, syn Antiocha III. a Laodiké Pontské.
Od roku 196 př.nl. l. byl guvernérem svého otce v Thrákii, když byla pod jeho vedením přestavěna starověká Lysimacheia, a bojoval v roce 189 př.nl. l. v bitvě u Magnésie proti Římanům. Po porážce v ní byli Seleukovci nuceni opustit Thrákii a Malou Asii. Bezprostředně poté se Seleukos stal otcovým spoluregentem celé říše a v roce 187 př. n. l. převzal vládu poté, co byl jeho otec zavražděn.
Politické možnosti Seleuka IV. byly silně omezeny špatnou finanční situací, která byla částečně způsobena velkou válečnou kompenzací Římu stanovenou v apameiském míru. Aby problém vyřešil, nařídil mimo jiné vyloupení chrámové pokladnice v Jeruzalémě svým ministrem Heliodorem. Také musel roku 178 př. n. l. poslal svého syna Démétria I. jako rukojmí do Říma. Seleukos podporoval spojenectví s Ptolemaiovci v Egyptě a Antigonovci v Makedonii, ale to ho přivedlo do konfliktu s Attalovci v Pergamu. Ti podpořili jeho bratra Antiocha IV. jako kandidáta trůnu, ale než mohlo dojít k přímé konfrontaci, Seleuka zavraždil jeho ministr Heliodoros.

## Potomstvo
Seleucos IV. byl ženatý s Laodikou, která byl možná jeho sestrou a snad totožná s manželkami dalších bratrů Antiochus a Antiocha IV. Jejich děti byly:
- Démétrios I Sótér († 150 př Chr.)
- Antiochos († 170 př zavražděn)
- Laodika († 150 př. Kr, zavražděna), vdaná s makedonským králem Perseem, a poté se svým bratrem Démétriem

Protože jeho syn Démétrios byl v době Antiochovy smrti stále držen v Římě, Epifanés převzal vládu nad Sýrii. Formálně měl vládnout pouze jménem Seleukova druhého syna Antiocha, ten byl však Epifanem zavražděn.